# Китай на летних Олимпийских играх 2004
На летних Олимпийских играх 2004 года китайская делегация состояла из 609 человек: 383 спортсмена и 226 официальных лиц. Она принимала участие в соревнованиях по 26 видам, выиграла 32 золотых медали (став второй по количеству золотых медалей), а всего — 63 медали (став третьей по этому показателю).
Специальный административный район Сянган был представлен на Олимпийских играх отдельной командой.

## Медалисты
| Медаль | Фамилия Имя | Вид спорта                  | Дисциплина                               |
| ------ | --- | --------------------------- | ---------------------------------------- |
|        | Лю Сян | Лёгкая атлетика             | Мужчины, бег на 110 м с барьерами        |
|        | Син Хуэйна | Лёгкая атлетика             | Женщины, бег на 10.000 м                 |
|        | Чжан Нин | Бадминтон                   | Женщины, одиночный разряд                |
|        | Чжан Цзюнь, Гао Лин | Бадминтон                   | Микст                                    |
|        | Ян Вэй Чжан Цзевэнь | Бадминтон                   | Женщины, парный разряд                   |
|        | Мэн Гуаньлян Ян Вэньцзюнь | Гребля на байдарках и каноэ | Мужчины, каноэ-двойки, 500м              |
|        | Тянь Лян Ян Цзинхуэй | Прыжки в воду               | Мужчины, вышка                           |
|        | Лао Лиши Ли Тин | Прыжки в воду               | Женщины, синхронные прыжки с вышки       |
|        | У Минься Го Цзинцзин | Прыжки в воду               | Женщины, синхронные прыжки с трамплина   |
|        | Го Цзинцзин | Прыжки в воду               | Женщины, трамплин                        |
|        | Пэн Бо | Прыжки в воду               | Мужчины, трамплин                        |
|        | Ху Цзя | Прыжки в воду               | Мужчины, вышка                           |
|        | Тэн Хайбинь | Спортивная гимнастика       | Мужчины, конь                            |
|        | Сянь Дунмэй | Дзюдо                       | Женщины, до 52 кг                        |
|        | Ван Ифу | Стендовая стрельба          | Мужчины, пневматический пистолет, 10 м   |
|        | Ду Ли | Стендовая стрельба          | Женщины, пневматическая винтовка, 10 м   |
|        | Чжу Цинань | Стендовая стрельба          | Мужчины, пневматическая винтовка, 10 м   |
|        | Цзя Чжаньбо | Стендовая стрельба          | Мужчины, винтовка с трёх позиций, 50 м   |
|        | Ло Сюэцзюань | Плавание                    | Женщины, брасс, 100 м                    |
|        | Ло Вэй | Тхэквондо                   | Женщины, до 67 кг                        |
|        | Чэнь Чжун | Тхэквондо                   | Женщины, свыше 67 кг                     |
|        | Ван Нань Чжан Инин | Настольный теннис           | Женщины, парный разряд                   |
|        | Ма Линь Чэнь Ци | Настольный теннис           | Мужчины, парный разряд                   |
|        | Чжан Инин | Настольный теннис           | Женщины, одиночный разряд                |
|        | Ли Тин Сунь Тяньтянь | Теннис                      | Женщины, парный разряд                   |
|        | Женская сборная КНР по волейболу: Чэнь Цзин Фэн Кунь Ли Шань Лю Янань, Сун Нина Ван Лина Ян Хао Чжан На Чжан Пин Чжан Юэхун Чжао Жуйжуй Чжоу Сухун | Женщины                     |                                          |
|        | Чэнь Яньцин | Тяжёлая атлетика            | Женщины, до 58 кг                        |
|        | Ши Чжиюн | Тяжёлая атлетика            | Мужчины, до 62 кг                        |
|        | Чжан Гочжэн | Тяжёлая атлетика            | Мужчины, до 69 кг                        |
|        | Лю Чуньхун | Тяжёлая атлетика            | Женщины, до 69 кг                        |
|        | Тан Гунхун | Тяжёлая атлетика            | Женщины, свыше 75 кг                     |
|        | Ван Сюй | Борьба                      | Женщины, вольная, до 72 кг               |
|        | Хэ Ин Линь Сан Чжан Цзюаньцзюань | Стрельба из лука            | Женщины, команды                         |
|        | Хуан Суй Гао Лин | Бадминтон                   | Женщины, парный разряд                   |
|        | Цзян Юнхуа | Велоспорт                   | Женщины, гит, 500 м                      |
|        | У Минься | Прыжки в воду               | Женщины, трамплин                        |
|        | Лао Лиши | Прыжки в воду               | Женщины, вышка                           |
|        | Ван Лэй | Фехтование                  | Мужчины, шпага                           |
|        | Тань Сюэ | Фехтование                  | Женщины, сабля                           |
|        | Дун Чжаочжи Ван Хайбинь Сюй Ханьсюн Е Чун | Фехтование                  | Мужчины, рапира, команды                 |
|        | Лю Ся | Дзюдо                       | Женщины, до 78 кг                        |
|        | Инь Цзянь | Парусный спорт              | Женщины, мистраль                        |
|        | Ли Цзе | Стендовая стрельба          | Мужчины, пневматическая винтовка, 10 м   |
|        | Вэй Нин | Стендовая стрельба          | Женщины                                  |
|        | Ли Цзи Пан Цзяин Сюй Яньвэй Ян Юй Чжу Инвэнь | Плавание                    | Женщина, эстафета 4×200 м вольным стилем |
|        | Ван Хао | Настольный теннис           | Мужчины, индивидуальный разряд           |
|        | У Мэйцзинь | Тяжёлая атлетика            | Мужчины, до 56 кг                        |
|        | Ле Маошэн | Тяжёлая атлетика            | Мужчины, до 62 кг                        |
|        | Ли Чжо | Тяжёлая атлетика            | Женщины, до 48 кг                        |
|        | Чжоу Ми | Бадминтон                   | Женщины, индивидуальный разряд           |
|        | Цзоу Шимин | Бокс                        | Мужчины, до 48 кг                        |
|        | Тянь Лян | Прыжки в воду               | Мужчины, вышка                           |
|        | Ли Сяопэн | Спортивная гимнастика       | Мужчины, параллельные брусья             |
|        | Чжан Нань | Спортивная гимнастика       | Женщины, многоборье                      |
|        | Хуан Шаньшань | Прыжки на батуте            | Женщины, батут                           |
|        | Гао Фэн | Дзюдо                       | Женщины, до 48 кг                        |
|        | Цинь Дунъя | Дзюдо                       | Женщины, до 70 кг                        |
|        | Сунь Фумин | Дзюдо                       | Женщины, свыше 78 кг                     |
|        | Ван Чжэн | Стендовая стрельба          | Мужчины, дубль-трап                      |
|        | Ван Чэнъи | Стендовая стрельба          | Женщины, винтовка с трёх позиций, 50 м   |
|        | Гао Э | Стендовая стрельба          | Женщины, дубль-трап                      |
|        | Ван Лицинь | Настольный теннис           | Мужчины, индивидуальный разряд           |
|        | Ню Цзяньфэн Го Юэ | Настольный теннис           | Женщины, парный разряд                   |

## Результаты соревнований

### Академическая гребля
В следующий раунд из каждого заезда проходили несколько лучших экипажей (в зависимости от дисциплины). В финал A выходили 6 сильнейших экипажей, остальные разыгрывали места в утешительных финалах B-E.
Мужчины
| Соревнование | Спортсмены | Предварительный заезд | Предварительный заезд | Предварительный заезд | Отборочный заезд | Отборочный заезд | Отборочный заезд | Полуфинал       | Полуфинал       | Полуфинал       | Финал   | Финал   | Итоговое место |
| Соревнование | Спортсмены | Заезд                 | Время                 | Место                 | Заезд            | Время            | Место            | Заезд           | Время           | Место           | Время   | Место   | Итоговое место |
| ------------ | ---------- | --------------------- | --------------------- | --------------------- | ---------------- | ---------------- | ---------------- | --------------- | --------------- | --------------- | ------- | ------- | -------------- |
| одиночки     | Су Хуэй    | 5                     | 7:23,19               | 4                     | 6                | 6:57,77          | 2 Q              | Полуфинал A/B/C | Полуфинал A/B/C | Полуфинал A/B/C | Финал C | Финал C | 15             |
| одиночки     | Су Хуэй    | 5                     | 7:23,19               | 4                     | 6                | 6:57,77          | 2 Q              | 1               | 7:10,33         | 6               | 6:57,42 | 3       | 15             |

### Плавание
В следующий раунд на каждой дистанции проходили лучшие спортсмены по времени, независимо от места занятого в своём заплыве.
Мужчины
| Спортсмен | Соревнование        | Предварительные заплывы | Предварительные заплывы | Полуфиналы | Полуфиналы | Финал     | Финал     |
| Спортсмен | Соревнование        | Результат               | Место                   | Результат  | Место      | Результат | Место     |
| --------- | ------------------- | ----------------------- | ----------------------- | ---------- | ---------- | --------- | --------- |
| Чжан Линь | 400 м вольный стиль | 3:56,65                 | 26                      |            |            | Не прошёл | Не прошёл |
| У Пэн     | 400 м комплекс      | 4:19,32                 | 14                      |            |            | Не прошёл | Не прошёл |
| Лю Вэйцзя | 400 м комплекс      | 4:27,02                 | 28                      |            |            | Не прошёл | Не прошёл |

Женщины
| Спортсменка                           | Соревнование          | Предварительные заплывы | Предварительные заплывы | Полуфиналы | Полуфиналы | Финал     | Финал     |
| Спортсменка                           | Соревнование          | Результат               | Место                   | Результат  | Место      | Результат | Место     |
| ------------------------------------- | --------------------- | ----------------------- | ----------------------- | ---------- | ---------- | --------- | --------- |
| Чжань Тяньи                           | 400 м комплекс        | DSQ                     | —                       |            |            | Не прошла | Не прошла |
| Чэн Цзяжу Сюй Яньвэй Чжу Инвэнь Ян Юй | 4×100 м вольный стиль | 3:42,84                 | 8                       |            |            | 3:42,90   | 8         |

*—участвовали только в предварительном заплыве